# Зенит-3М
«Зени́т-3М» — малоформатный однообъективный зеркальный фотоаппарат семейства «Зенит», выпускавшийся на Красногорском механическом заводе с 1962 до 1970 года. Всего выпущено 781 678 штук. Индекс «М» в названии имеет два толкования: модернизация предыдущего «Зенит-3» и первая буква фамилии конструктора Николая Маренкова.

## Технические особенности

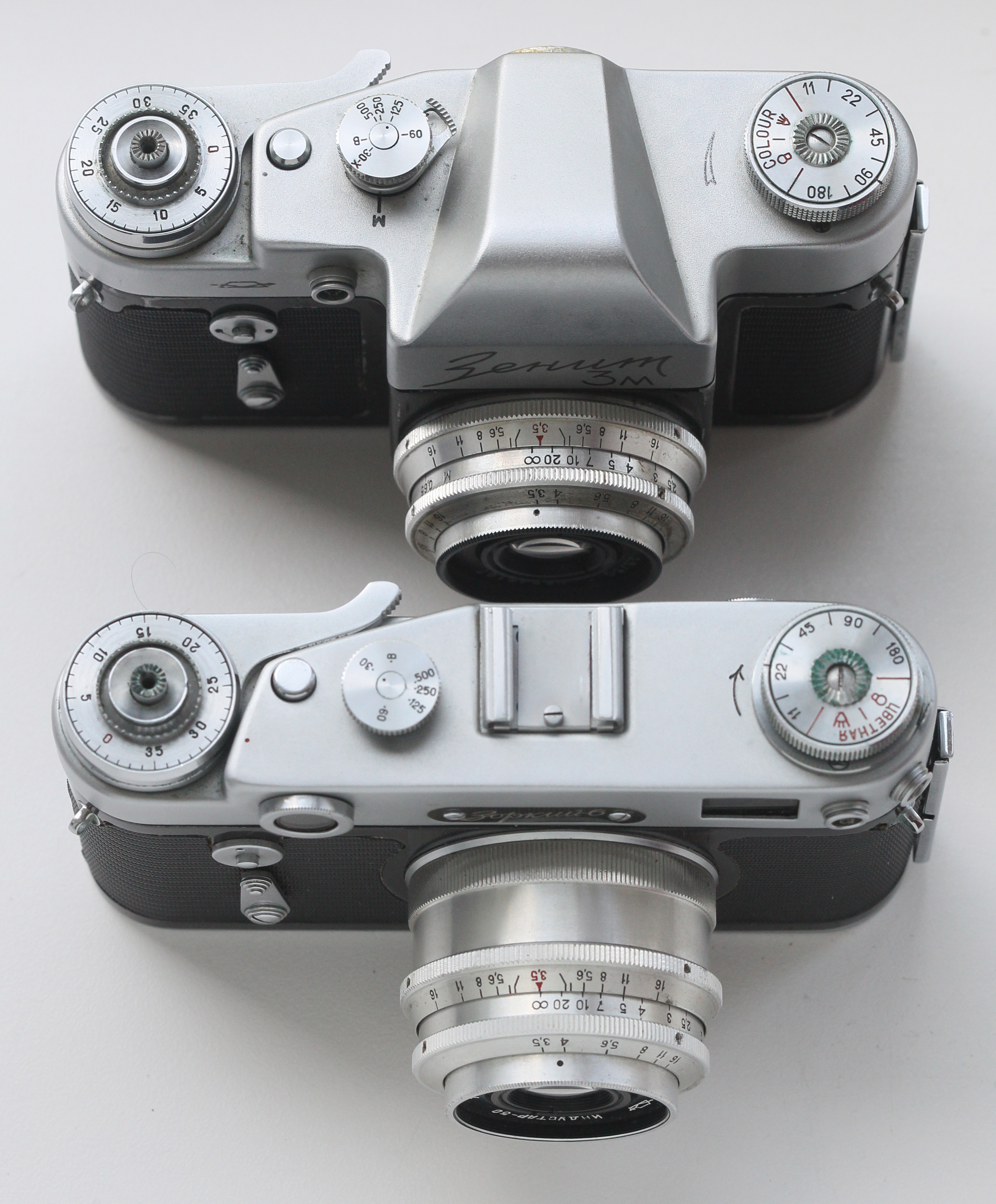
«Зоркий-6» (внизу) и «Зенит-3М» (вверху) унифицированы по большинству деталей, что отражается во внешнем сходстве

В 1961—1962 годах в Красногорске выпускался фотоаппарат «Кристалл», пришедший на смену первым «Зенитам» («Зенит», «Зенит-С» и «Зенит-3»), собиравшимся по технологии аппаратов «ФЭД» и «Зоркий». После того как на КМЗ была запущена новейшая линия литья под давлением, появилась возможность изготавливать корпуса сложной формы. Корпус «Кристалла», как и других новых моделей аппаратуры, стал неразъёмным и объединил в общей детали передние салазки фильмового канала и основание фланца крепления объектива. Благодаря этому после разборки и ремонта фотоаппарата не требовалась юстировка рабочего отрезка. Главным преимуществом нового корпуса стала откидная задняя стенка, значительно упростившая зарядку плёнки по сравнению со всеми предыдущими «Зенитами».
Заметная модернизация заключалась в отказе от привода зеркала с помощью тросика, который заменили более надёжным кулачковым механизмом. Спусковая кнопка переместилась в центр счётчика кадров, а её толкатель расположился внутри вала взводного курка.
С 1962 года верхний щиток «Кристалла» вместо литья стали изготавливать методом холодной штамповки из латуни, и в таком виде камера получила новое название «Зенит-3М». Как и базовая модель, «Зенит-3М» был унифицирован по затвору и механизму перемотки плёнки с дальномерным фотоаппаратом «Зоркий-6». Результатом дальнейшей модернизации стала экспериментальная модель «Зенит-3ЭМ», оснащённая селеновым несопряжённым экспонометром. Серийно камера не выпускалась, оказавшись промежуточной разработкой перед появлением «Зенита-Е».
«Зенит-3М», так же как «Кристалл» и «Зоркий-6», впервые на КМЗ был оснащён откидной задней стенкой, несовместимой с многоразовыми шторными (раскрывающимися) кассетами «ФКЦ». Поэтому для обеих камер была разработана специальная двухцилиндровая кассета с подпружиненным флокированным устьем.
При закрывании задней стенки её специальный штифт нажимает на край оправы внутреннего цилиндра такой кассеты и приоткрывает устье, исключая контакт бархотки с выходящей плёнкой.
С любыми другими малоформатными фотоаппаратами эти кассеты работают не раскрываясь, как обычные флокированные. В то же время с «Зорким-6» и «Зенитом-3М» совместимы стандартные кассеты тип-135.
Фотоаппарат уступал большинству иностранных аналогов по оснащённости: у него отсутствовали обязательные к тому моменту прыгающая диафрагма и экспонометр, а видоискатель отображал всего две трети будущего кадра. Такое ограниченное поле зрения на тот момент не встречалось больше ни в одном фотоаппарате, и было обусловлено размерами рамы устаревшего затвора ещё от «Зоркого». Ограниченный диапазон выдержек не выдерживал никакой критики. Однако на иностранных рынках «Зенит-3М» практически не имел ценовых конкурентов в своём классе: большинство зеркальных фотоаппаратов стоили в несколько раз дороже. По этой причине, а также благодаря хорошему качеству изготовления, камера хорошо продавалась за пределами СССР. Самым существенным недостатком на внешнем рынке была нестандартная резьба крепления сменной оптики, не совместимая с зарубежными объективами. К концу 1960-х годов «Зенит-3М» уступил экспортную нишу «Зениту-Е» с международным стандартом М42×1. Тем не менее, обе камеры выпускались параллельно 5 лет, с 1965 по 1970 год. Советские фотографы не спешили менять уже накопленную оптику М39, а преимущества новой модели были весьма условны.

## Характеристики
Фотоаппарат выпускался только в хромированном исполнении, со светлыми верхним и нижним щитками. В чёрный цвет эти детали корпуса никогда не окрашивались.
|                         |                                                           |                                                              |                                                    | |
| «Зенит-3М», вид сверху. | «Зенит-3М» с наглазником. Кронштейн для фотовспышки снят. | «Зенит-3М» в раскрытом виде. Указан штырёк открытия кассеты. | Кассета КМЗ с раскрывающимся флокированным устьем. | «Зенит-3М» с объективом «Юпитер-37А» (с адаптером на М39×1/45,2), «Юпитер-37А» с М42×1/45,2 и сменный хвостовик с байонетом К. |

- Корпус — литой из алюминиевого сплава, с откидной задней стенкой.
- Курковый взвод затвора и перемотки плёнки. Обратная перемотка выдвигающейся головкой.
- Затвор — механический, шторно-щелевой с горизонтальным движением матерчатых шторок. Выдержки затвора — от 1/30 до 1/500 сек, «B» и длительная. Выдержка синхронизации с фотовспышкой — 1/30 с.
- Кабельный синхроконтакт с регулируемым временем упреждения. Обойма для крепления фотовспышки отсутствовала, приобреталась отдельно.
- Штатный объектив: «Индустар-50» 3,5/50 или «Гелиос-44» 2/58 (с предварительной установкой диафрагмы)
- Тип крепления объектива — резьбовое соединение M39×1/45,2.
- Фокусировочный экран — матовое стекло.
- Экспонометр отсутствует.
- Механический автоспуск.
- Фотоаппарат снабжён штативным гнездом 3/8 дюйма, смещённым к правому краю нижней крышки.

## Интересные факты
Фотоаппарат «Зенит-3М» на одном из самых известных своих портретов держит фоторепортёр Виджи. Известен также снимок Виджи с «Зенитом-3М» и объективом МТО-1000.
Обладателем "Зенита-3М" был Юрий Гагарин, запечатлённый с этой камерой на многих фотографиях: https://makelok.livejournal.com/2703.html